# Aarhus Bugt
Aarhus Bugt eller Aarhusbugten er et dansk farvand ud for Aarhus i Østjylland.
Bugten afgrænses af Kalø Vig mod nord, Sletterhage og Helgenæs i øst, Samsø og Tunø i syd og den østjyske kyst omkring Norsminde mod vest. Bugten strækker sig i alt over et areal på ca. 610 km² og består af et ret fladt bassin, der tiltager i dybde fra vest mod øst fra 14 til 18 m.
Vandudvekslingen med Kattegat finder fortrinsvis sted gennem den dybe rende langs Helgenæs, hvor der findes vanddybder på ned til 50 m. I bugtens sydlige del findes der en række flak; Norsminde Flak, Wulffs Flak og Mejlflak, der sammen med Tunø Knob, Tunø og Samsø afskærmer for en åben forbindelse med Bælthavet.
I 2013 blev havmøllepark-projektet HÅB (Havvind Århus Bugt) igangsat omkring Mejlflak i Aarhus Bugt, mellem Tunø, Samsø og Helgenæs. I September 2015, inden byggefasen, blev projektet dog udsat på ubestemt tid, da det ikke blev vurderet profitabelt af energiselskabet NRGi.
I 2002 blev de indre danske farvande ramt af det mest omfattende og langvarige iltsvind i nyere tid. I den sammenhæng blev Aarhus Bugt meget hårdt ramt. DMU’s undersøgelser i november 2002 og i marts 2003 viste, at der var store områder med tydelige og markante skader på bundfaunaen. Især Kalø Vig og de vestlige dele af bugten, var kraftigt påvirket.
 Amatør-optagelser fra sommeren 2015 viser at bundfaunaen og floraen har reetableret sig i nogle af de inderste og mest sårbare dele af bugten.

## Miljøbelastningen
I årevis modtog bugten store mængder urenset spildevand og skadelige mængder af næringsstoffer fra landbrug, industri og husholdninger. Større mængder næringsstoffer betragtes som en forurening af miljøet, da de bl.a. skaber eutrofiering. Siden Aarhus Kommunes indvielse af Marselisborg Renseanlæg i 1990 er der kun udledt renset spildevand i bugten,[kilde mangler] men rensningen fjerner ikke næringsstoffer. Ifølge Miljøministeriets vand- og miljøplaner (2005-data) tilførtes Aarhus Bugt hvert år 1189 tons kvælstof og 36,9 tons fosfor som de mest betydningsfulde næringsstoffer. Heraf stod landbruget for de 67 % kvælstof og ca. 28 % af fosfor-udledningen. Med 2010-data var den årlige netto tilførsel fra hovedoplandet i perioden 2005-2009 dog henholdsvis 1061,4 ton og 34,35 ton. Vandmiljøplan III sigter på yderligere (men små) reduktioner i 2015. Siden slutningen af 1970’erne er kvælstofafstrømningen reduceret med i størrelsesordenen 70 % og fosforafstrømningen med i størrelsesordenen 90 %. For kvælstof er dette et usædvanligt stort fald i forhold til, hvad der ses i andre oplande. Den aktuelle fosfor belastning er dog større end hvad tallene umiddelbart viser, da fosfor stadig udvaskes fra søer og naturområder der tidligere har modtaget meget fosfor. Senest har et omfattende vandrensningsprojekt fra Aarhus Vand sørget for at forbedre vandkvaliteten yderligere, hvor bl.a Marselisborg Renseanlæg udvinder fosfor og producerer 4,8 GWh strøm om året.

## Tidligere industri
Der var tidligere en stor industriel udnyttelse af Aarhus bugtens natur ressourcer, herunder pumpning af sand og ral samt lokalt fiskeri, men disse aktiviteter er alle aftaget betragteligt siden midten af 1970'erne og er næsten ophørt i dag. I 2006 blev størsteparten af Norsminde Flak dog pumpet op og anvendt til anlæggelsen af havne-udvidelsen af Aarhus Havn. Det tidligere så aktive konsum fiskeri omfattede fortrinsvist torsk og fladfisk (især rødspætter) og Århus Fiskerihavn var den sjette største fiskerihavn i Danmark i midten af 1960'erne. Udover bådfiskeriet var der også tidligere en stor kystfangst af ål fra ålegårde, især Knebel Vig, Begtrup Vig og kysten syd for Norsminde havde mange ålegårde. Hele kystområdet i Aarhus bugten havde tidligere ålegræs, men det er i dag næsten helt forsvundet som det også er sket i resten af landet og hermed også ålegårdene og ålefangsten.

## Galleri
- Aarhusbugten set fra Riis Skov og Den Permanente mod Skødshoved og Helgenæs i baggrunden
- Bunden af Aarhus Bugt set fra bakketop ved Rønde med Følle Vig i forgrunden.
- Aarhus Bugt med Studstrupværket i baggrunden og Hestehave Skov ved Rønde i forgrunden, fotograferet fra højeste bakketop ved Rønde
- Aarhus set hen over Aarhus Bugt fra højeste bakketop ved Rønde.
- De indre dele af Aarhus Bugt er meget lavvandede. Kalø vig.
- Der er en stor trafik ind og ud af Aarhus Bugt
- Bugten er populær til vandsportsaktiviteter
- Bundgarns-fiskeri. Bæredygtigt og miljøskånsomt fiskeri i Aarhus Bugt.